# 贾森·肯尼
贾森·法蘭西斯·肯尼爵士，CBE（英語：Sir Jason Francis Kenny，1988年3月23日—），英国自行车运动员，生於博尔顿。曾参加2008年、2012年、2016年和2020年四届奥林匹克运动会，共收获7枚金牌和2枚银牌。

## 簡歷
傑森·肯尼在英國2022新年榮譽中頒授下級勳位爵士（Knight Bachelor），以表彰他「對自由車的貢獻」。他的妻子勞拉·肯尼在同一份名單中被封為女爵士，也是因為對自由車的貢獻。

## 榮譽

### 勳章
- 大英帝國司令勳章：2017年
- 下級勳位爵士：2022年